# Rohozec, Kutná Hora
Rohozec là một làng thuộc huyện Kutná Hora, vùng Středočeský, Cộng hòa Séc.